# Antonio Quarracino
Antonio Quarracino (Pollica (Italië), 8 augustus 1923 -  Buenos Aires, 28 augustus 1998) was een Argentijns geestelijke en kardinaal van de Rooms-Katholieke Kerk. Hij was als aartsbisschop van Buenos Aires de voorganger van Jorge Mara Bergoglio, de latere paus Franciscus, die uit handen van Quarracino zijn bisschopswijding ontving.

## Jeugd en vroege loopbaan
Quarracino werd geboren in een gezin dat, toen hij nog een kleine jongen was, als veel andere Italiaanse families naar Argentinië immigreerde. Hij bezocht het seminarie van La Plata en werd op 22 december 1945 priester gewijd voor het aartsbisdom Buenos Aires. Hij werd als priester geïncarneerd in het bisdom Mercedes-Luján, waar hij professor werd aan het bisschoppelijk seminarie. Hij was secretaris van de diocesane curie en doceerde aan de Katholieke Universiteit Santa María de los Buenos Aires.

## Bisschop
Paus Johannes XXIII benoemde Quarracino op 3 februari 1962 tot bisschop van Nueve Julio. Hij werd bisschop gewijd door Anunciado Serafini, bisschop van Mercedes en koos als zijn bisschoppelijke wapenspreuk Ipsi Gloria (Hem zij de Heerlijkheid, uit de brief van de apostel Paulus aan de christenen van Efeze, 3,21). Bisschop Quarracino nam deel aan het Tweede Vaticaans Concilie. Paus Paulus VI benoemde hem in 1968 tot bisschop van Avellaneda. Hier zou hij blijven tot hij in 1985 door paus Johannes Paulus II werd benoemd tot aartsbisschop-metropoliet van La Plata. In 1990 werd Quarracino door dezelfde paus benoemd tot aartsbisschop van Buenos Aires. Als zodanig werd hij voorzitter van de Argentijnse Bisschoppenconferentie.

## Kardinaal
Paus Johannes Paulus II creëerde hem kardinaal in het consistorie van 28 juni 1991. De Santa Maria della Salute a Primavalle werd zijn titelkerk. In 1993 benoemde de paus kardinaal Quarracino in de Raad van Kardinalen voor de Bestudering van Organisatorische en Economische Aangelegenheden van de Heilige Stoel. In 1997 liet hij in de kathedraal van Buenos Aires een muurschildering aanbrengen als monument voor de slachtoffers van de Holocaust. Het is ter wereld het enige holocaustmonument in een katholieke kerk. De kardinaal overleed op zijn 74ste aan een hartstilstand en werd opgevolgd door aartsbisschop-coadjutor Jorge Maria Bergoglio.
- International Standard Name Identifier: 0000 0000 2419 4816
- Library of Congress Control Number: n85282297
- Nationale Bibliotheek van Israël: 987007276936405171
- Istituto Centrale per il Catalogo Unico: PUVV189277
- Système universitaire de documentation: 119359650
- Virtual International Authority File: 11298083
- WorldCat: E39PBJy4c6YRB3fbFX3xbY8pyd